# Igreja de Nossa Senhora da Ajuda (Fenais da Ajuda)

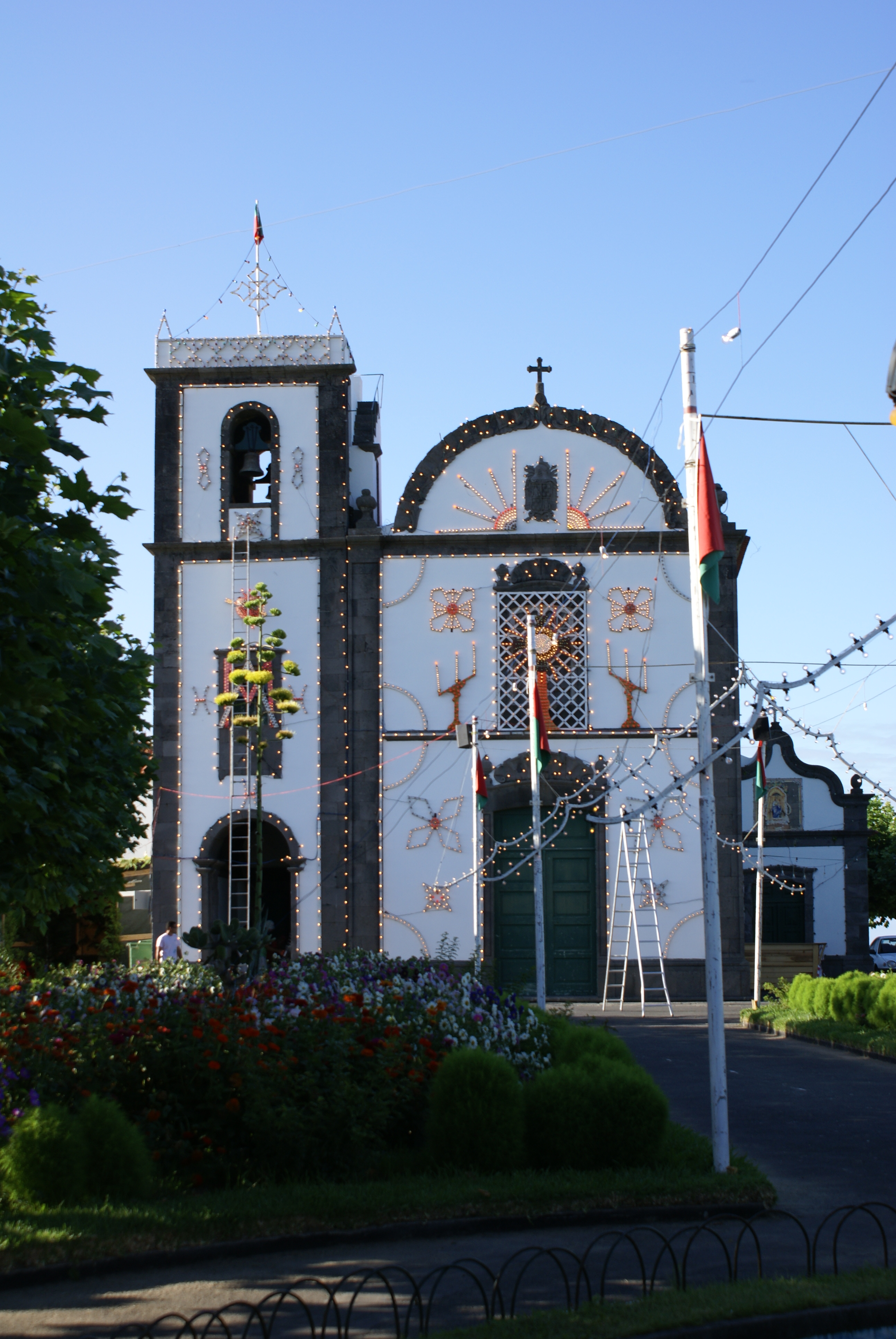
Ermida de Nossa da Ajuda, Fenais da ajuda.

A Igreja de Nossa Senhora da Ajuda é uma igreja católica portuguesa localizada em Fenais da Ajuda, concelho da Ribeira Grande, na ilha açoriana de São Miguel.
Primitivamente, no lugar onde hoje se ergue este velho templo, existia uma pequena ermida dedicada à Virgem Maria, ermida de grande devoção por parte do povo daquela região micaelense. Foram Lázaro Rodrigues Estrela e sua mulher, Maria Francisca Barros, ambos da Ribeira Grande, os fundadores do convento de franciscanos recoletos junto da velha capelinha. Comunicados os seus propósitos ao provincial dos Conventos Açorianos, foi a generosa oferta  aceite pelo capítulo reunido em Angra do Heroísmo, em 15 de Fevereiro de 1682.
Pouco depois, por tal motivo, vinham à Ilha de São  Miguel três recoletos de Santo António de Angra do Heroísmo. Em 15 de Junho daquele ano benziam e colocavam a primeira pedra. "Aquartelou-se a primeira comunidade recoleta nas dependências da capela, que puderam aprontar", escreveu o frei Bartolomeu Ribeiro. Todavia, apenas no dia 15 de Agosto de 1696, dia de festa da Senhora da Ajuda, foi benzido o novo templo. No dia seguinte, o Santíssimo era trazido para ele, da igreja dos Reis Magos, com grande solenidade.
Só então foi o convento declarado guardiania observante, deixando a disciplina recoleta, como se resolvera no capítulo reunido em Angra, no dia 4 de Agosto daquele ano. Por escritura de 1 de Dezembro de 1695, rectificada em 12 de Janeiro de 1707, os fundadores ofereceram-lhe trigo e vinho.
Com a extinção das ordens em 1832, a igreja e o convento entraram em ruína. Em 1955 existia a igreja com suas sacristias e capela de Terceiros restauradas.